# Jalan Jenderal Gatot Subroto
La Jalan Jenderal Gatot Subroto (rue du général Gatot Subroto) est l’une des principales artères de Jakarta, la capitale de l'Indonésie. 

## Situation et accès
L'avenue part de la statue Digantara au sud de Jakarta, traverse 10 villages administratifs et prend fin à Slipi, dans le centre de Jakarta. 

### Intersections
L'avenue a 7 intersections :
- À la statue de Digantara en direction de Casablanka et du cimetière des héros Kalibata ;
- vers le sud-ouest jusqu'à Trans TV ;
- vers Mega Kuninngan et Pasar Minggu ;
- À l'échangeur de Semanggi vers Jalan Jenderal Sudirman et Senayan ;
- Adjacent au stade Gelora Bung Karno en direction de Senayan;
- vers l'est adjacent à Pejompongan .
- La jonction de Jalan Palmerah Utara et Jalan Aipda KS Tubun

## Origine du nom
Elle porte le nom du général Gatot Subroto (id) (1907-1962).

## Historique
L'avenue a été construite dans les années 1960 et est parallèle à la Jakarta Inner Ring Road. Elle est située dans le "triangle d'or" de Jakarta. De nombreux immeubles de bureaux et gratte-ciel importants sont situés le long de l'avenue.

## Bâtiments remarquables et lieux de mémoire

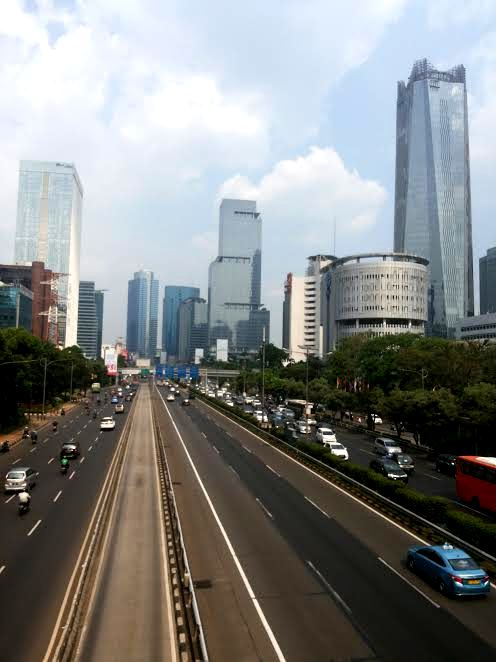
Quelques gratte-ciels sur Jalan Jenderal Gatot Subroto

- Capital Place Office Tower
- Menara Mulia
- Menara Jamsostek
- LIPI
- Plaza Mandiri
- La tour
- Tour de repère de Telkom
- Immeuble DPR / MPR
- La Plaza Semanggi
- Mangkuluhur City
- Hôpital Medistara
- Gayanti City
- Tour du centenaire
- Jakarta Convention Center
- Dipo Business Center
- Jakarta Design Center
- Bangun Tjipta
- GP Plaza
- BNI Corporate University